# Månsberget
Månsberget este o arie protejată (arie specială de conservare — SAC, sit de importanță comunitară — SCI) din Suedia întinsă pe o suprafață de 133,4 ha, integral pe uscat.

## Localizare
Centrul sitului Månsberget este situat la coordonatele 64°24′17″N 16°05′07″E / 64.4048°N 16.0854°E.

## Înființare
Situl Månsberget a fost declarat sit de importanță comunitară în iunie 2001 pentru a proteja 4 specii de plante. Situl a fost protejat și ca arie specială de conservare în martie 2011.

## Biodiversitate
Situată în ecoregiunea boreală, aria protejată conține 6 habitate naturale: Izvoare fino-scandinave și mlaștini produse de izvoare bogate în minerale, Mlaștini împădurite, Pante stâncoase silicioase cu vegetație casmofită, Taiga vestică, Mlaștini alcaline, Păduri fino-scandinave bogate în ierburi cu Picea abies.
La baza desemnării sitului se află mai multe specii protejate de  plante (4): Calamagrostis chalybaea, Calypso bulbosa, papucul doamnei (Cypripedium calceolus), Ranunculus lapponicus.